# Troubky
Troubky (hanácky Tróbky, německy Röhren) jsou obec vzdálená cca 8 km od města Přerov v okrese Přerov v Olomouckém kraji. Leží na Hané u soutoku Bečvy a Moravy. Žije zde přibližně 2 000 obyvatel.

## Historie

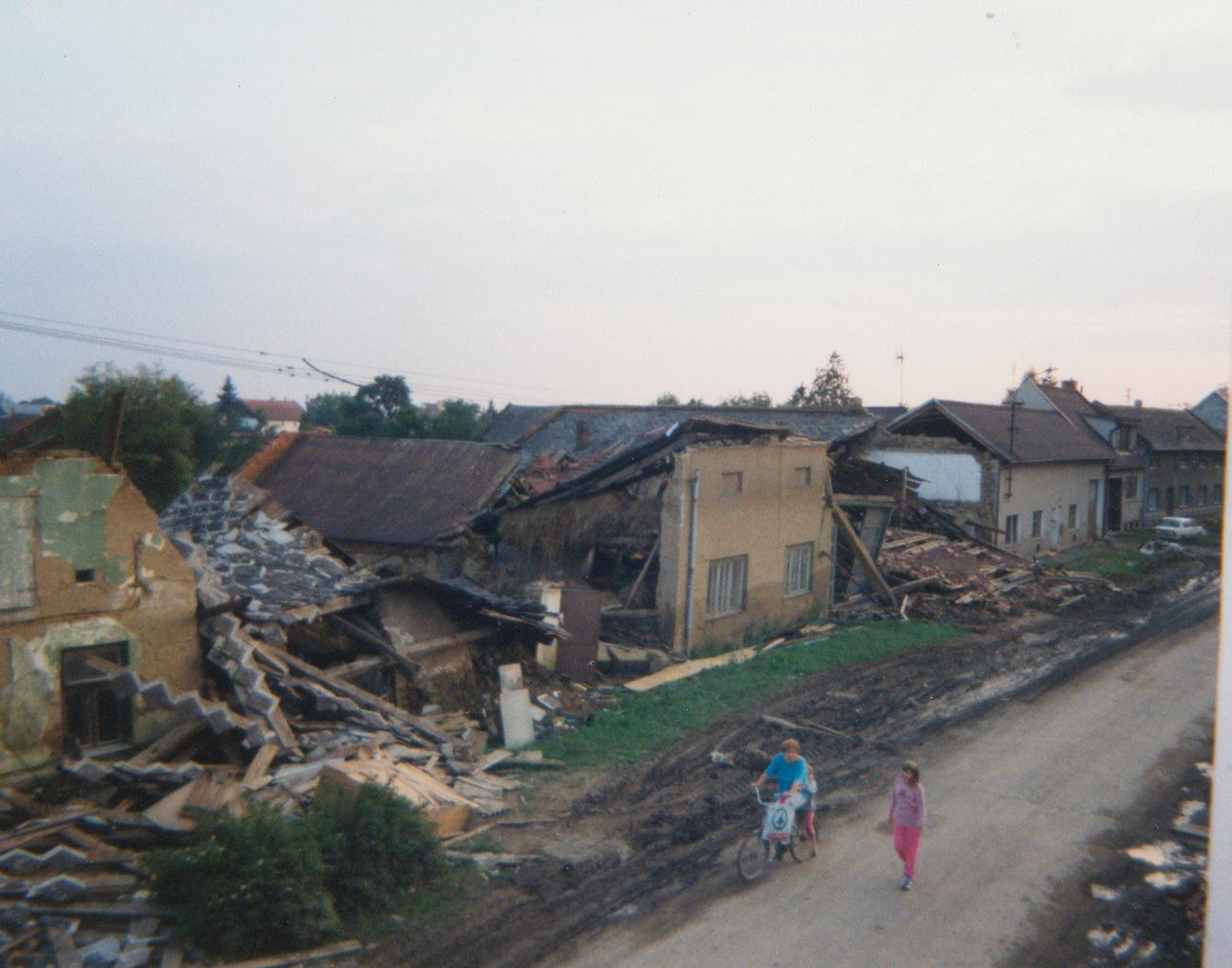
Následky povodní v Troubkách (1997)

První písemná zmínka o obci pochází z roku 1348. Podle pověsti zapsané v obecní kronice byly Troubky založeny kolonisty z původní osady Člunek, která ležela na ostrůvku obtékaném řekou Bečvou. Poněvadž se řeka často rozvodňovala, rozhodli se prý usídlit výše na břehu. Vedl je prý svobodný pán Trúbek, podle něhož se obec začala nazývat. Do roku 1380 byly Troubky samostatným panstvím s vlastní tvrzí, avšak od tohoto roku se na dlouhá staletí staly součástí tovačovského panství.Na silnici u Troubek byl také v roce 1620, před svým umučením v Olomouci, zatčen sv. Jan Sarkander. 
Historie obce je tak až do roku 1848 spjatá se šlechtickými rody Cimburků, Pernštejnů, Salmů, Petřvaldů a Khűnburgů. 
Obec byla v novodobé historii dvakrát postižena povodněmi. Poprvé v červenci 1997, kdy bylo zničeno 150 domů a 9 lidí zemřelo. Jednalo se tak o touto povodní nejhůře postižené sídlo v ČR. Podruhé byla obec vyplavena v květnu 2010, tato katastrofa se však obešla bez obětí na životech.

## Obyvatelstvo
| Rok            | 1869  | 1880  | 1890  | 1900  | 1910  | 1921  | 1930  | 1950  | 1961  | 1970  | 1980  | 1991  | 2001  | 2011  | 2021  |
| -------------- | ----- | ----- | ----- | ----- | ----- | ----- | ----- | ----- | ----- | ----- | ----- | ----- | ----- | ----- | ----- |
| Počet obyvatel | 1 293 | 1 552 | 1 792 | 1 913 | 2 084 | 2 144 | 2 201 | 2 029 | 2 358 | 2 209 | 2 183 | 2 070 | 1 988 | 2 066 | 1 935 |
| Počet domů     | 184   | 266   | 289   | 318   | 342   | 361   | 436   | 497   | 561   | 587   | 615   | 686   | 569   | 628   | 654   |

## Obecní správa

### Obecní symboly
Znak a vlajka byly obci uděleny rozhodnutím předsedy Poslanecké sněmovny Parlamentu České republiky dne 17. května 1994.

## Pamětihodnosti
- Kostel svaté Markéty
- Pomník šesti amerických letců
- Socha sv. Amanda
- Socha sv. Floriána

## Osobnosti
- Václav Mrtvý (1907–1977), salesiánský kněz, oběť komunismu (Proces Zela a spol.)
- Josef Smolka (1939–2020), volejbalista, účastník LOH 1968 (volejbal - bronz)[8]
- Lubomír Mlčoch (* 1944), ekonom a reprezentant křesťanské sociální etiky
- Vendula Chalánková (* 1981), výtvarnice

## Fotogalerie

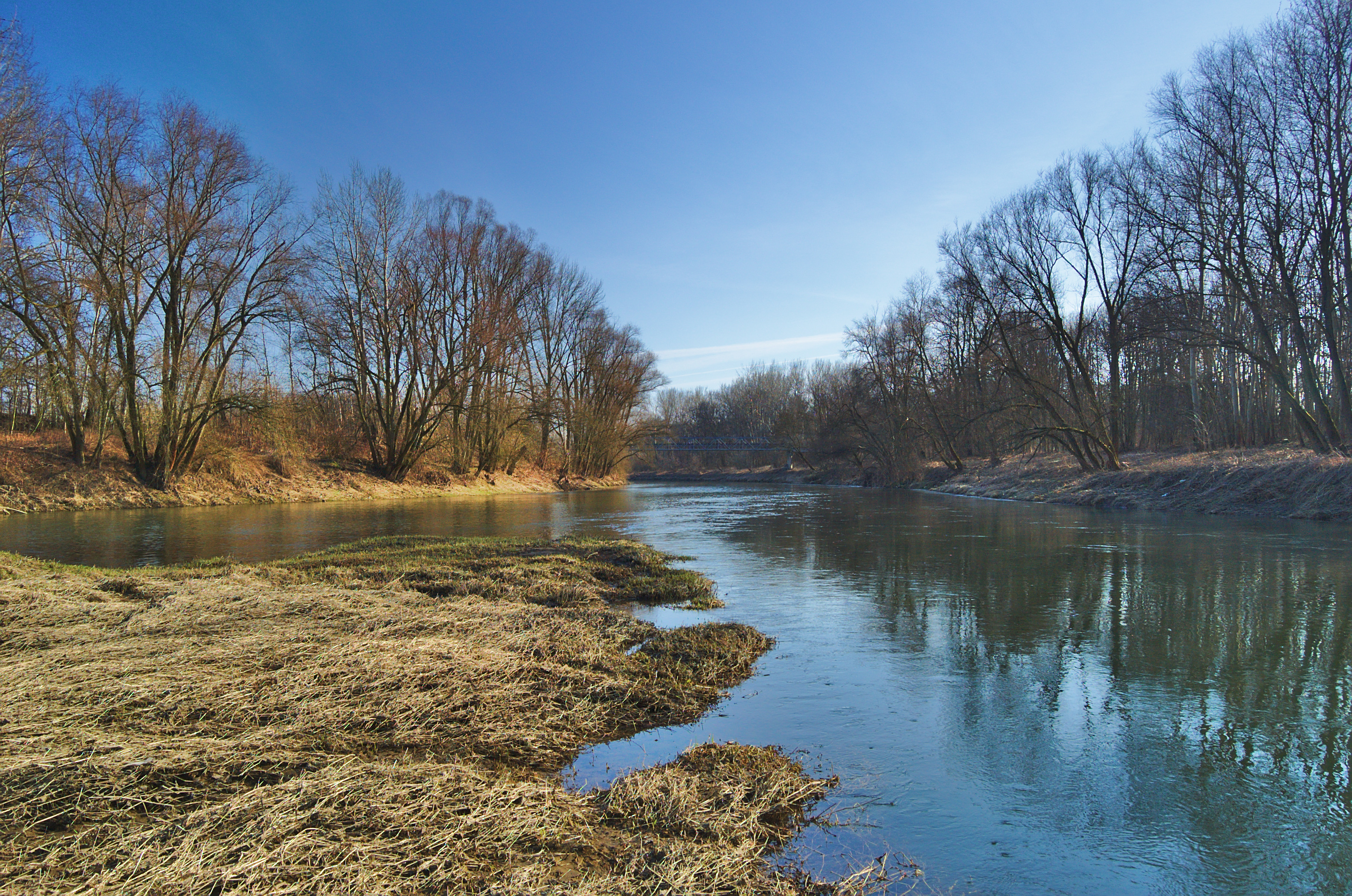
Soutok Moravy s Bečvou
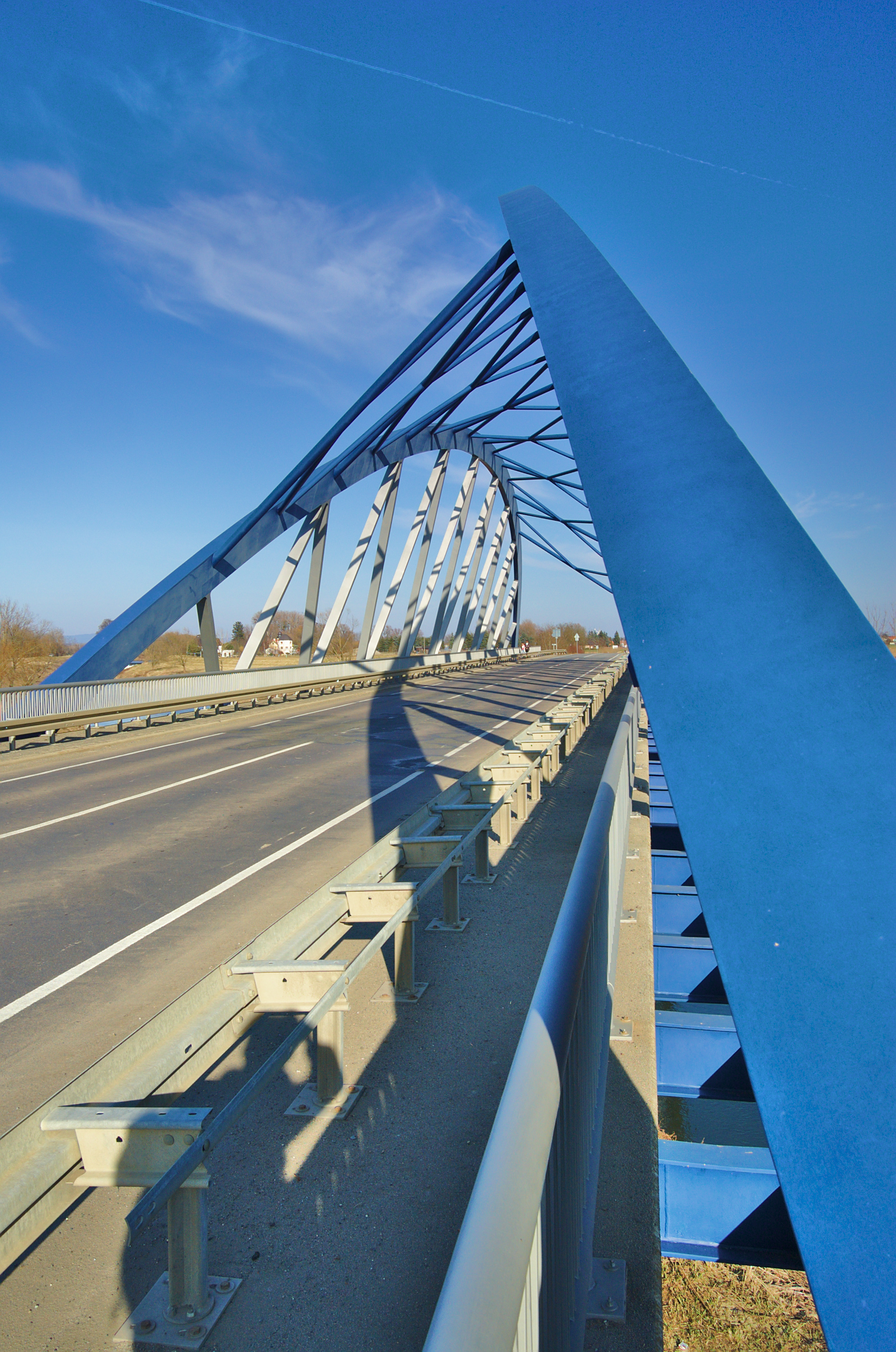
Most přes Bečvu u silnice na Tovačov
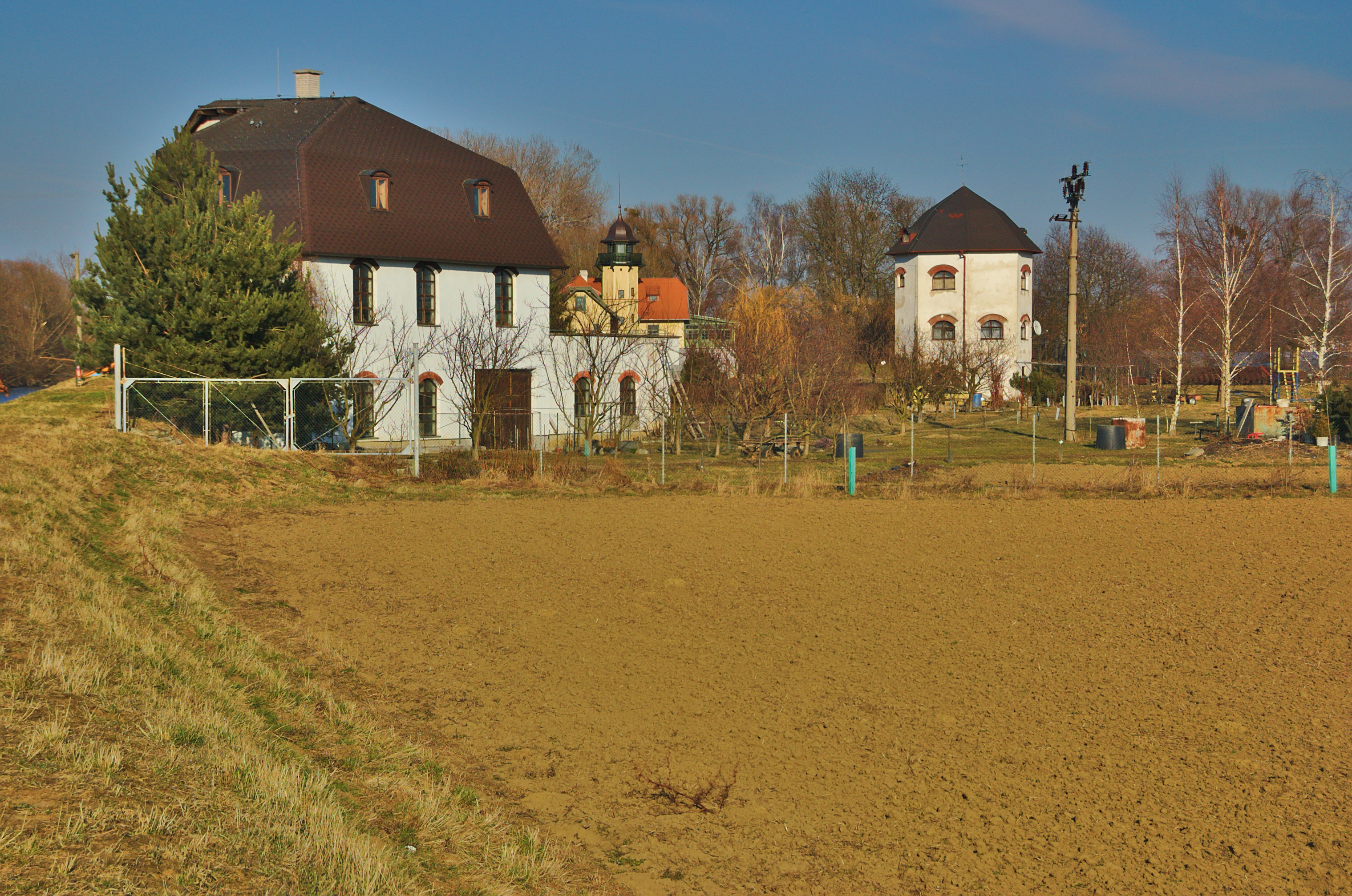
Malá vodní elektrárna a maják u Troubek
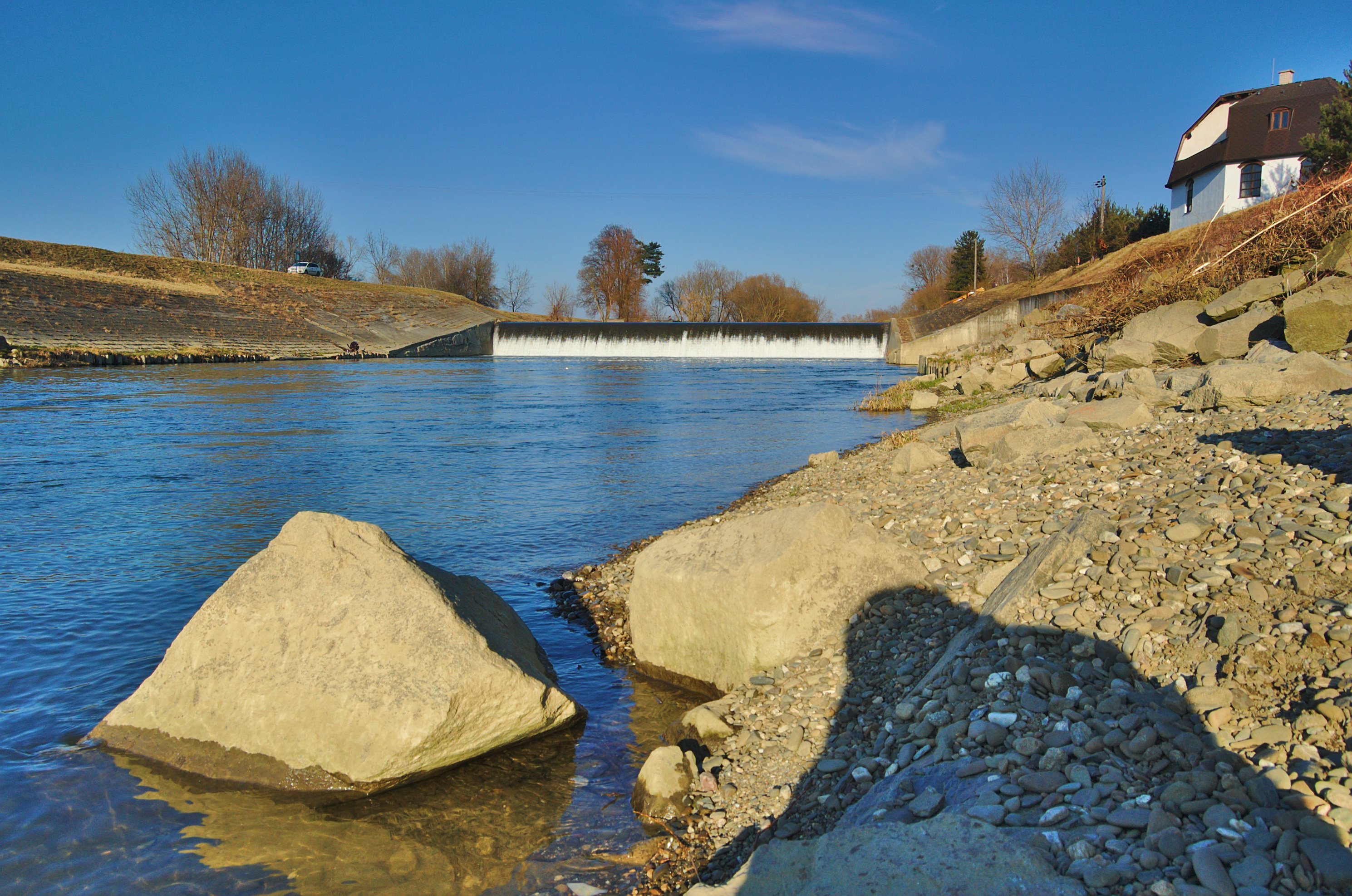
Jez a malá vodní elektrárna u Troubek
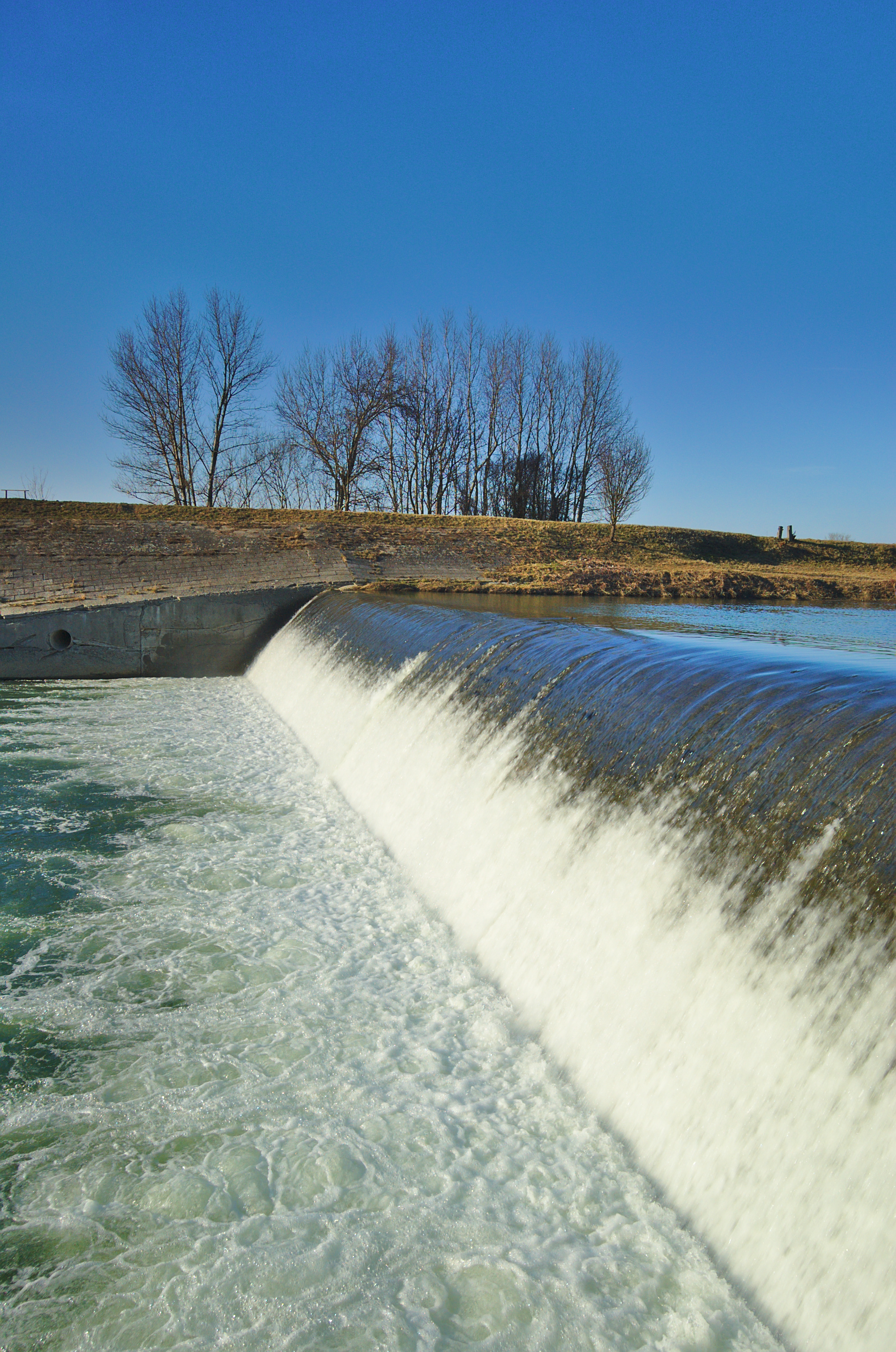
Jez u elektrárny